# Indigo (växt)

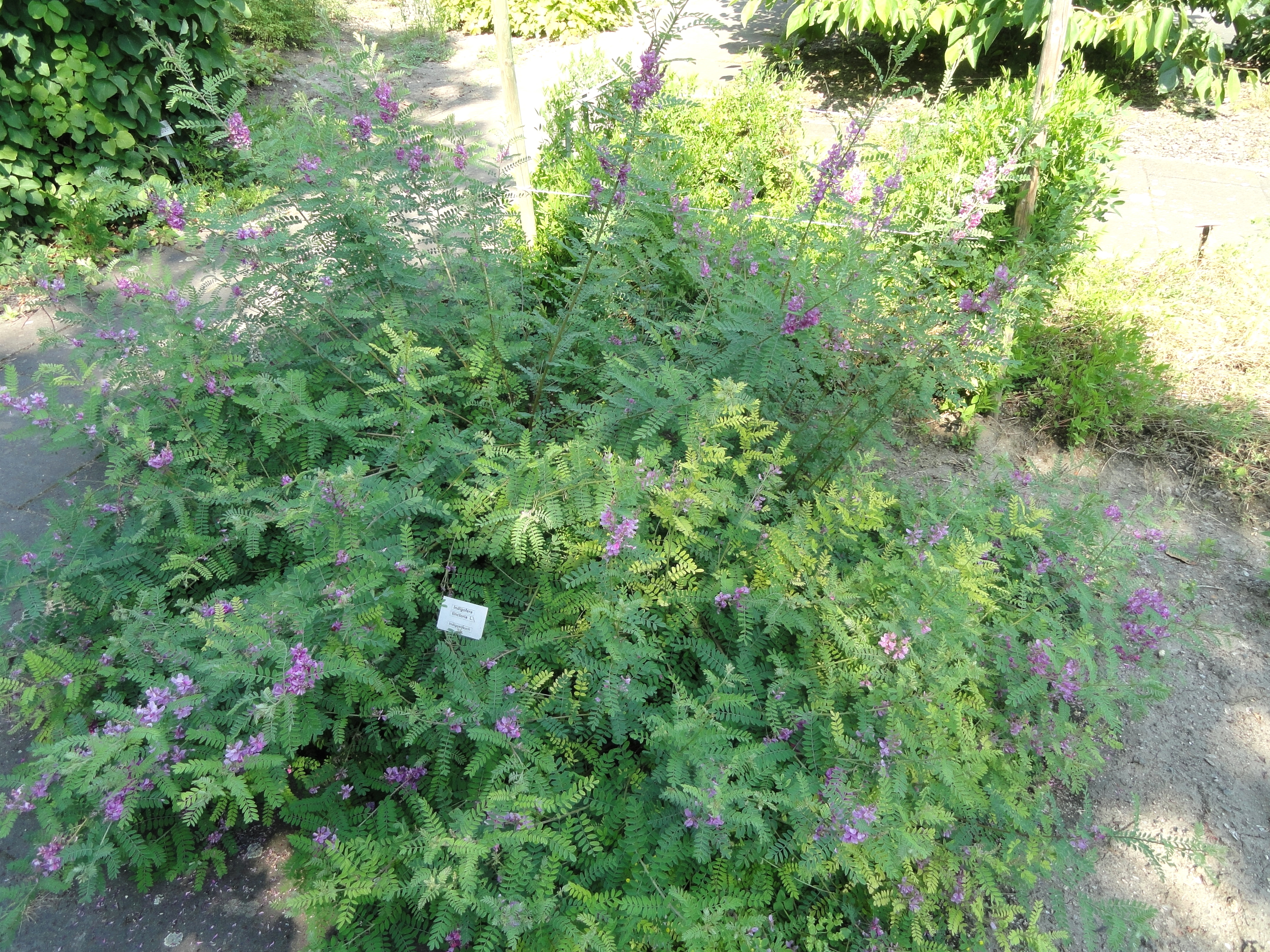
Indigobuske i en botanisk trädgård.

För andra betydelser, se Indigo.
Indigo (Indigofera tinctoria) är en färgväxt som innehåller det blå pigmentet indigo. Växten har odlats i minst 5 000 år för framställning av indigopigment, som används i textilfärg (indigoblå). Odling har förekommit och spridit sig över tropiska och tempererade regioner i Asien, Afrika, Amerika och Australien. Dess ursprungsområde förblir något osäker, eftersom odling av växten redan var av gammalt ursprung och växten redan var naturaliserad i många områden innan vetenskaplig botanisk dokumentation förekom, då den spridits som kulturföljare. Men den tros möjligen ha sitt ursprung i tropiska Asien och omnämns i litteratur tidigt som kommande från Indien (av Plinius den äldre) och den betraktas som inhemsk för den Indiska subkontinenten och närliggande sydöstra Asien. Den betraktas även som inhemsk på sydvästra Arabiska halvön (Yemen) och i delar av södra Östafrika och mellersta Centralafrika, samt i vissa delar av Västafrika. I Amerika är den ursprungligen introducerad, men sedan länge naturaliserad i vissa områden och den ses som inhemsk i delar av Mexiko i södra Nordamerika och i Peru i Sydamerika. I Australien är den introducerad.

## Systematik
Indigo är typart för indigosläktet som ingår i familjen ärtväxter. Arten delas in i följande varieteter:
- Indigofera tinctoria var. arcuata J.B. Gillett - förekommer i Afrika.
- Indigofera tinctoria var. tinctoria L.

För Indigofera tinctoria var. tinctoria finns många synonymer.

## Användning
Växten kan odlas för framställning av indigopigment, som används i textilfärg (indigoblå), men även för att förbättra odlingsjorden. Färgämnet var förr dyrbart, men när det började kunna framställas artificiellt i slutet av 1800-talet sjönk priset på naturligt indigopigment snabbt. Naturligt indigopigment används dock fortfarande för färgning men i mindre skala, till exempel av ekologiska kläder. Växten används även till hårfärgning och marknadsförs ofta som svart henna. Naturliga hårfärger i bruna och svarta nyanser innehåller ofta indigo. 

## Bildgalleri

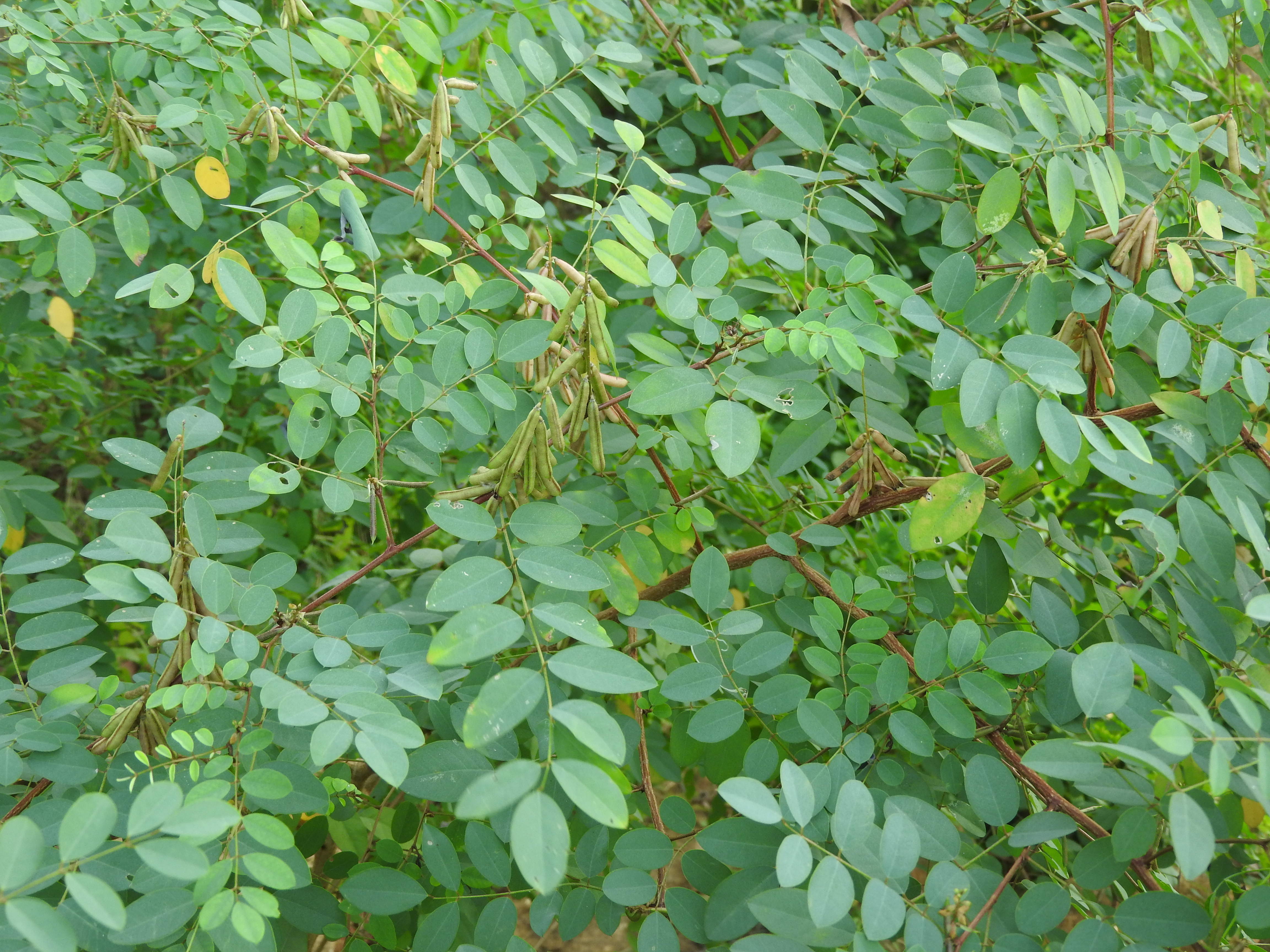
Närbild på bladverk.
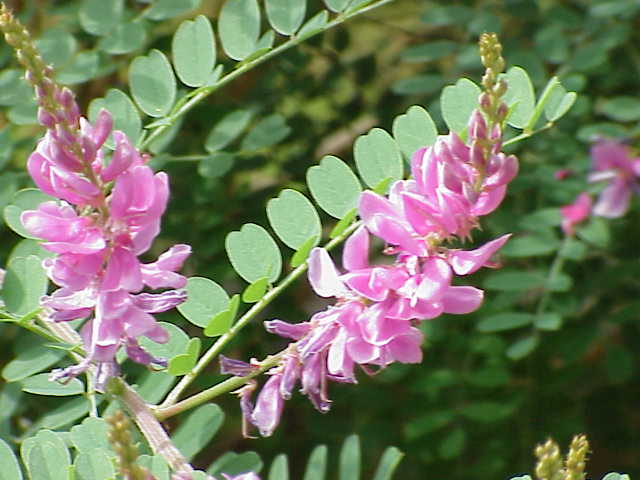
Blommor.
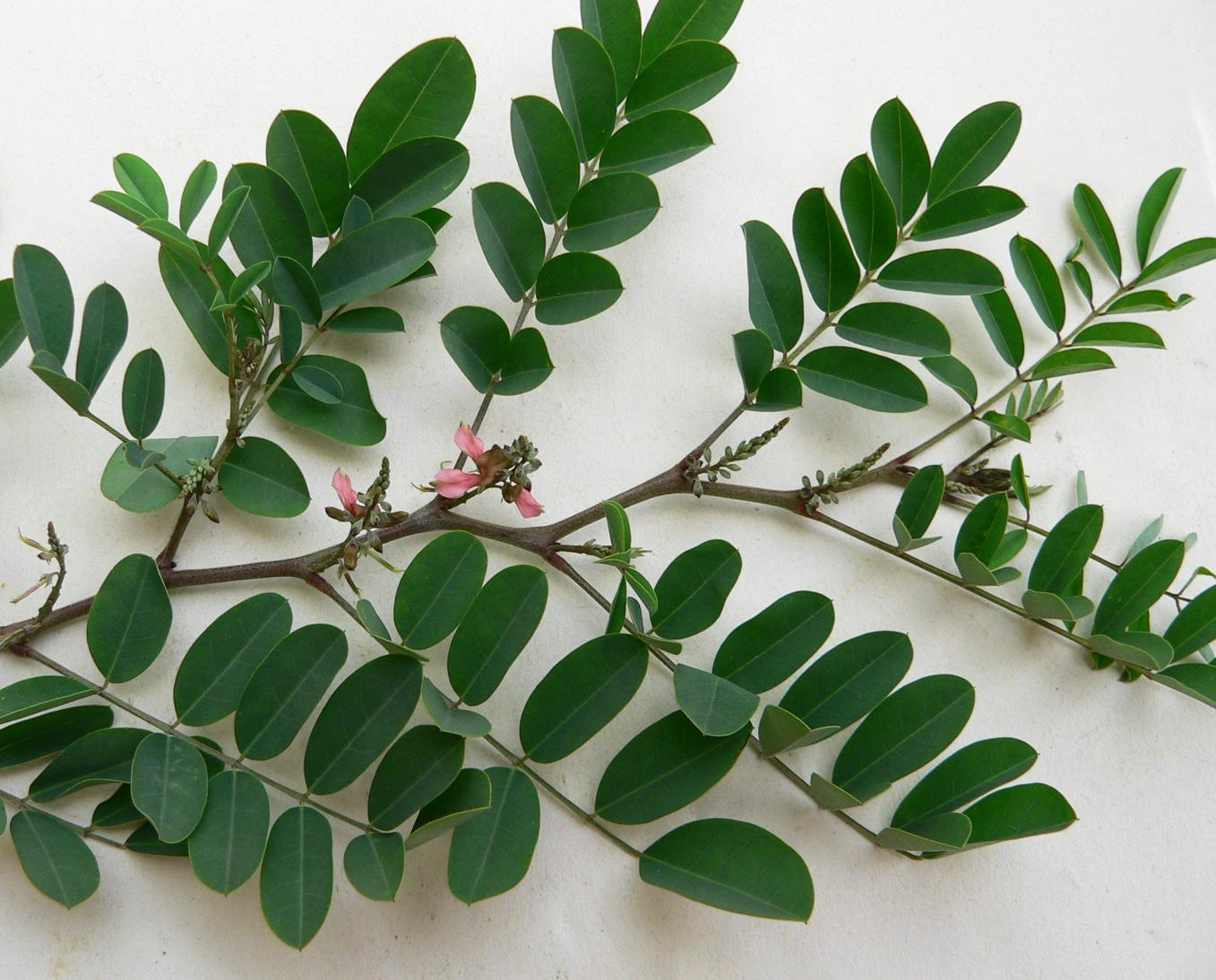
Närbild på gren av indigo mot vit bakgrund.